# 三千營
三千營是前期明代京城禁衛軍三大營之一（其餘兩營為神機營及五軍營），嘉靖時改名為神樞營，取神樞鬼藏之意。。司寶纛令旗。三千之名或延自《書經》《史紀》：「虎賁三千人」，但人數遠遠超過三千人，古代執金吾提騎、虎賁皆有設置但名稱各異。三千營在實錄中僅出現在洪熙、宣德和正統年間的戰時編制，景泰以後京營改制為十團營、十二團營，此部隊番號很可能是永樂年間第三次北伐前的駕前護衛，或第四第五次北伐的前鋒營轉換而來。
明成祖時以上直官軍、旗手衛、錦衣衛紅盔將軍組成，平時為朝廷侍衛主要構成部分。與其他部隊相同，采取蒙漢相雜的體制，尤其是哨馬營，在初期多為達軍，其中包括韃靼人、 回回 、女真等構成複雜，幾次北伐後已少見達官達軍。
三千營分作五司：
- 掌執大駕龍旗、寶纛、勇字旗、負禦寶及兵仗局什物上直官軍。
- 掌執左右二十隊勇字旗、大駕旗纛金鼓上直官軍。
- 掌傳令營旗牌，御用監盔甲、尚冠、尚衣、尚履什物上直官軍。
- 掌執大駕勇字旗、五軍紅盔貼直軍上直官軍。
- 掌殺虎手、馬轎及前哨馬營、上直明甲官軍、隨侍營、隨侍東宮官舍、遼東備禦回還官軍。[1]

大寧前衛、富峪衛、義勇右衛、燕山左衛、羽林左衛、錦衣衛、營州前屯衛、濟陽衛、羽林右衛、大興左衛、武功中衛、虎賁左衛、武功右衛、旗手衛、密雲中屯衛、裕陵衛、神武左衛、武驤右衛、留守後衛、虎賁右衛、府軍後衛、驍騎右衛、豹韜衛、彭城衛、燕山右衛、通州衛、武驤左衛，以上衛分隸神樞營。